# 四君主雕像

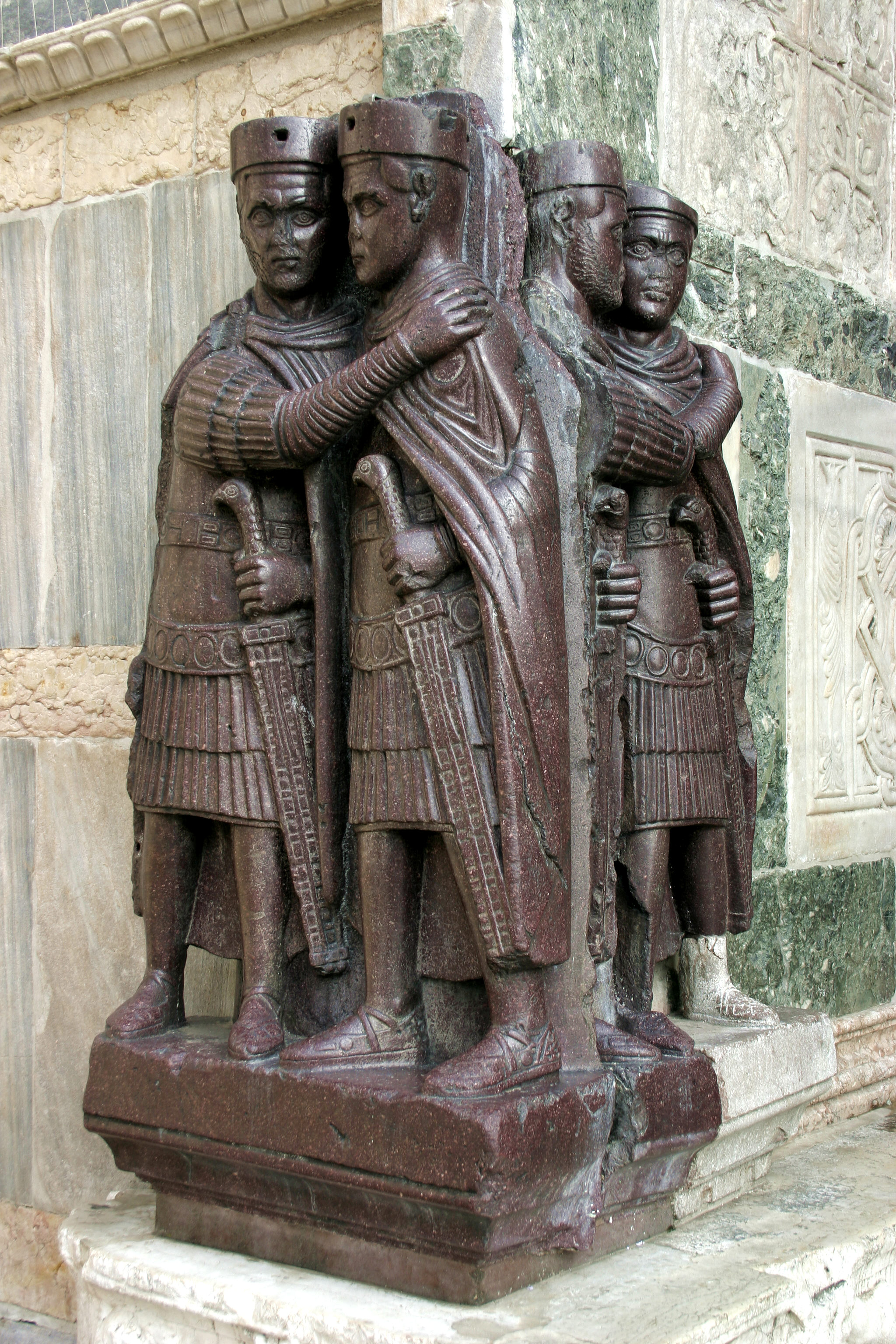
四君主雕像

四君主雕像 是一尊斑岩雕塑，雕刻了293年至305年間四位一起统治羅馬帝國的羅馬皇帝，分別是戴克里先、馬克西米安、伽列里烏斯和君士坦提烏斯一世，雕像創作時期可追溯至約西元300年。自中世紀開始，四君主雕像就被固定在義大利威尼斯聖馬爾谷聖殿宗主教座堂正面的一角。雕像可能曾位於君士坦丁堡兄弟愛廣場，在1204前后被移至威尼斯。
羅馬帝國爆發三世紀危機後，皇帝戴克里先為了穩定局勢，於286年設置一個新的統治制度即四帝共治制。他把帝國分為東西兩部，他治東、馬克西米安治西。293年增加直接繼承的副手以避免王位紛爭和內戰：主皇帝稱奧古斯都，副皇帝稱凱撒。戴克里先任命自己為東部奧古斯都，伽列里烏斯為東部凱撒，馬克西米安為西部奧古斯都，君士坦提烏斯一世為西部凱撒。